# Robert Rich (musicista)
Robert Rich (Menlo Park, 1963) è un compositore statunitense.

## Biografia
Dopo aver aumentato il proprio interesse nei confronti della musica elettronica durante gli anni trascorsi studiando al Center for Computer Research in Music and Acoustics di Stanford, pubblicò il suo primo album in studio Sunyata nel 1982.
Il suo album di maggior successo commerciale Rainforest (1989) è caratterizzato dalla presenza di strumenti quali sintetizzatori ed effetti sonori vari (percussioni, flauti ed altri). Questa pubblicazione è considerata una delle sue opere più mature.
Strata (1990), e Soma (1992), entrambi realizzati con Steve Roach, rimasero nelle classifiche di Billboard per alcuni mesi.
Il successivo Stalker (1995), una collaborazione con Lustmord, è ritenuto uno degli album dark ambient più noti di sempre.
In seguito pubblicò Seven Veils, ritenuto "un punto di arrivo per la ricerca musicale di Rich". Rich viene spesso ricordato per i suoi "sleep concerts", concerti notturni che possono durare dalle sette alle otto ore. Uno di questi è Somnium, un DVD contenente un unico brano (suddiviso in tre parti) che, grazie alla sua durata di otto ore, potrebbe essere il più lungo della storia. Da questo "sleep concert" venne pubblicato anche un omonimo album contenente alcuni spezzoni tratti dall'evento.
Durante la propria carriera musicale, Rich ha composto musiche per film nonché fondato tre gruppi musicali: i Bay Area, gli Urdu, e gli Amoeba.

## Stile musicale
Spesso considerato uno dei maggiori musicisti di musica ambient, nonché delle sue varianti "dark ambient", "tribal ambient", "ambient organica" e "trance music", Rich è stato inoltre citato fra i più importanti compositori di "space music" assieme a Vidna Obmana e Jeff Greinke.
Una delle sue principali innovazioni stilistiche fu l'introduzione della manipolazione sonora, che ottiene attraverso l'uso di apparecchiature digitali. Le sue composizioni, che con il passare degli anni hanno seguito uno stile sempre più personale, sono ispirate a musicisti quali Klaus Schulze, Terry Riley e Pauline Oliveros.

## Discografia

### Album solisti
- 1982: Sunyata (ristampato nel 2013 con il titolo Sunyata & Inner Landscapes)
- 1983: Trances (ristampato nel 1994 con il titolo Trances/Drones)
- 1983: Drones (ristampato nel 1994 con il titolo Trances/Drones)
- 1984: Live (live)
- 1987: Inner Landscapes (live) (ristampato nel 2013 con il titolo Sunyata & Inner Landscapes)
- 1987: Numena (ristampato nel 1997 con il titolo Numena + Geometry)
- 1989: Rainforest
- 1991: Gaudí
- 1991: Geometry (ristampato nel 1997 con il titolo Numena + Geometry)
- 1994: Propagation
- 1994: Night Sky Replies (pubblicato in edizione limitata)
- 1996: A Troubled Resting Place (antologia includente il mini-CD Night Sky Replies)
- 1998: Below Zero (antologia)
- 1998: Seven Veils
- 2000: Humidity (live)
- 2001: Somnium (album in formato DVD)
- 2001: Bestiary
- 2003: Temple of the Invisible
- 2003: Calling Down the Sky
- 2004: Open Window
- 2005: Echo of Small Things
- 2006: Electric Ladder
- 2007: Music from Atlas Dei
- 2007: Illumination
- 2009: Live Archive
- 2010: Ylang
- 2011: Medicine Box
- 2012: Nest
- 2013: Morphology
- 2014: Premonitions 1980-1985
- 2014: Perpetual (A Somnium Continuum)
- 2015: Filaments
- 2016: What We Left Behind
- 2016: Foothills: Robert Rich Live on KFJC, 28 May 2014
- 2016: Vestiges
- 2017: Live at the Gatherings 2015
- 2018: The Biode
- 2019: Tactile Ground
- 2020: Offering to the Morning Fog
- 2020: Neurogenesis
- 2023: Travelers' Cloth

### Album collaborativi
- 1985: Urdu (attribuito agli Urdu)
- 1990: Strata (con Steve Roach)
- 1992: Soma (con Steve Roach)
- 1995: Yearning (con Lisa Moskow)
- 1995: Stalker (con Brian “Lustmord” Williams)
- 1993: Eye Catching (attribuito agli Amoeba)
- 1997: Watchful (attribuito agli Amoeba)
- 1997: Fissures (con Alio Die)
- 2000: Pivot (attribuito agli Amoeba)
- 2002: Outpost (con Ian Boddy)
- 2005: Lithosphere (con Ian Boddy)
- 2007: Eleven Questions (con Markus Reuter)
- 2008: React (con Ian Boddy)
- 2008: Zerkalo (con Faryus)
- 2022: For Sundays when it Rains (con Luca Formentini)
- 2024: Cloud Ornament (con Luca Formentini)